# Rhinobatos punctifer
Rhinobatos punctifer és un peix de la família dels rinobàtids i de l'ordre dels rajiformes.

## Morfologia
Pot arribar als 80,5 cm de llargària total.

## Reproducció
És ovovivípar.

## Distribució geogràfica
Es troba a les costes occidentals de l'oceà Índic: Golf de Suez i Oman.